# Brent Renaud
Brent Renaud (Memphis, 2 de outubro de 1971 – Irpin, 13 de março de 2022) foi um jornalista, escritor e fotojornalista americano. Brent trabalhou com seu irmão, Craig Renaud, para produzir filmes para canais como HBO e Vice News. Ele também foi um ex-funcionário do The New York Times. Autoridades ucranianas, em 13 de março de 2022, comunicaram que Renaud havia sido morto em um subúrbio próximo de Kiev, enquanto cobria a invasão russa na Ucrânia.

## Vida e carreira
Renaud viveu e trabalhou em Nova York e Little Rock, Arkansas. Em cooperação com seu irmão Craig, Brent Renaud produziu uma série de filmes e programas de televisão, principalmente com foco em histórias humanísticas dos pontos quentes do mundo. Eles cobriram as guerras no Iraque e no Afeganistão, o terremoto de 2010 no Haiti, as crises políticas no Egito e na Líbia, os conflitos na África, a guerra às drogas no México e a crise dos refugiados na América Central. Eles ganharam vários prêmios em televisão e jornalismo, incluindo um Peabody Award em 2015, por sua série de vídeos "Last Chance High". Os irmãos dirigiram o documentário Meth Storm, lançado em 2017 pela HBO Documentary Films. Em 2019, Renaud foi nomeado professor visitante na Universidade do Arkansas.

## Morte
Renaud foi baleado e morto por soldados russos em Irpin, Ucrânia, enquanto cobria a invasão russa da Ucrânia em 2022. Dois outros jornalistas ficaram feridos e foram levados ao hospital. Um deles, Juan Arredondo, compartilhou mais tarde nas redes sociais, que um grupo de jornalistas estava filmando civis evacuando por uma das pontes em Irpen, quando os soldados russos os atacaram e atiraram em Renaud no pescoço.
Foi a primeira morte relatada de um jornalista estrangeiro na guerra de 2022 na Ucrânia.

## Filmografia
- Warrior Champions: From Baghdad to Beijing, documentário dirigido por Brent e Craig Renaud.  [10]